# Mise éjfélkor
A Mise éjfélkor (angolul: Midnight Mass) 2021-es amerikai horrorsorozat, amelynek rendezője és producer Mike Flanagan. A történet egy szigetközösségről szól, amely egy titokzatos pap megérkezése után természetfeletti eseményeket tapasztal.
A sorozat 2021. szeptember 24-én debütált a Netflixen.

## Történet
Riley Flynn visszatér a Crockett-szigeten fekvő szülővárosába. Azt reméli, újra tudja építeni életét, miután négy évet börtönben töltött, részegen történő autóvezetés közbeni halálos gázolás miatt. Vele egyidőben érkezik egy rejtélyes pap, aki újraéleszti a város hitét. Azonban a kisvárosban hamarosan rejtélyes események kezdenek történni.

## Szereplők
| Szerep            | Színész           | Magyar hang         |
| ----------------- | ----------------- | ------------------- |
| Riley Flynn       | Zach Gilford      | Mészáros Béla       |
| Erin Greene       | Kate Siegel       | Solecki Janka       |
| Paul Hill atya    | Hamish Linklater  | Pál András          |
| Annie Flynn       | Kristin Lehman    | Kovács Nóra         |
| Bev Keane         | Samantha Sloyan   | Ligeti Kovács Judit |
| Warren Flynn      | Igby Rigney       | Kretz Boldizsár     |
| Hassan seriff     | Rahul Kohli       | Széles Tamás        |
| Leeza Scarborough | Annarah Cymone    | Rudolf Szonja       |
| Dr. Sarah Gunning | Annabeth Gish     | Tóth Enikő          |
| Mildred Gunning   | Alex Essoe        | Zsigmond Tamara     |
| Ali Hassan        | Rahul Abburi      | Bogdán Gergő        |
| Sturge            | Matt Biedel       | Bozsó Péter         |
| Wade Scarborough  | Michael Trucco    | Forgács Péter       |
| Dolly Scarborough | Crystal Balint    | Schell Judit        |
| Ooker             | Louis Oliver      | Nagy Gereben        |
| Ed Flynn          | Henry Thomas      | Stohl András        |
| Joe Collie        | Robert Longstreet | Törköly Levente     |
| bírónő            | Carla Gugino      | Pikali Gerda        |

## Epizódok
Mindegyik epizód a Biblia egyik könyve után kapta a címét és található benne egy jelenet, amely a Bibliára utal.
| #  | Cím                                                        | Rendező       | Író                                          | Premier              |
| -- | ---------------------------------------------------------- | ------------- | -------------------------------------------- | -------------------- |
| 1. | I: Teremtés könyve (Book I: Genesis)                       | Mike Flanagan | Mike Flanagan                                | 2021. szeptember 24. |
| 2. | II: Zsoltárok könyve (Book II: Psalms)                     | Mike Flanagan | Mike Flanagan, James Flanagan és Elan Gale   | 2021. szeptember 24. |
| 3. | III: Példabeszédek könyve (Book III: Proverbs)             | Mike Flanagan | Mike Flanagan és James Flanagan              | 2021. szeptember 24. |
| 4. | IV: Siralmak könyve (Book IV: Lamentations)                | Mike Flanagan | Mike Flanagan és Dani Parker                 | 2021. szeptember 24. |
| 5. | V: Evangélium (Book V: Gospel)                             | Mike Flanagan | Mike Flanagan és James Flanagan              | 2021. szeptember 24. |
| 6. | VI: Apostolok cselekedetei (Book VI: Acts of the Apostles) | Mike Flanagan | Mike Flanagan, James Flanagan és Jeff Howard | 2021. szeptember 24. |
| 7. | VII: Jelenések könyve (Book VII: Revelation)               | Mike Flanagan | Mike Flanagan                                | 2021. szeptember 24. |

## Fordítás
Ez a szócikk részben vagy egészben  a   Midnight Mass (miniseries) című angol Wikipédia-szócikk ezen változatának fordításán alapul.  Az eredeti cikk szerkesztőit annak laptörténete sorolja fel. Ez a jelzés csupán a megfogalmazás eredetét és a szerzői jogokat jelzi, nem szolgál a cikkben szereplő információk forrásmegjelöléseként.